# 16700 Сейва
16700 Сейва (16700 Seiwa) — астероїд головного поясу, відкритий 22 лютого 1995 року.
Тіссеранів параметр щодо Юпітера — 3,605.
Названо на честь Сейви (яп. せいわ(清和) сейва).